# Chris Taub
Dr. Chris Taub je fiktivní postava seriálu House, kterou ztvárnil Peter Jacobson. Je to lékař a jeho hlavním zaměřením je plastická chirurgie. Do týmu Gregoryho House vstoupil na začátku čtvrté série, kde prošel těžkým[zdroj?] náborem nových lékařů hlavně díky své odvaze oponovat doktoru Housovi. Po celý seriál se setkáváme s jeho osobními problémy týkajícími se jeho manželství, pohnutkám k nevěře, ke které se v minulosti již odhodlal a díky tomu[zdroj?] změnil profesi a dostal se do týmu House, a podezírání od jeho manželky. Nejen proto je doktorem Housem dobírán, ačkoliv je pevnou a velice důležitou součástí jeho týmu.
V českém znění seriálu Dr. House jej dabuje Filip Jančík.[zdroj?]